# Sítio arqueológico de Alpendurada
O Sítio arqueológico de Alpendurada é uma área onde foram descobertos diversos vestígios da Idade do Ferro, situada na freguesia de Vila Nova de Milfontes, no Município de Odemira, na região do Alentejo, em Portugal.

## Descrição e história
O sítio arqueológico situa-se nas imediações do Monte da Alpendurada, junto a dois córregos, dentro da bacia hidrográfica do Rio Mira. Está dividido em três núcleos: Alpendurada 1, 3, e 4. O primeiro situa-se na área envolvente do Monte da Alpendurada, onde foram descobertas escórias e pingos de fundição, e materiais cerâmicos, como telhas, de datação indeterminada. No sítio n.º 3, a cerca de 300 m do Monte, no sentido Nordeste, foi encontrado um escorial de grandes dimensões, incluindo placas de escórias e pingos de fundição, que vai desde o topo da colina até à várzea situada a Sul e a poente. Também é de destacar a presença de lajes de xisto de grandes dimensões, que poderiam estar relacionadas com sepulturas do tipo de cistas. O quarto núcleo situa-se a cerca de 400 m do Monte, e poderá ter sido um povoado, tendo sido encontrada uma grande quantidade de pedra de construção, tanto lajes de xisto como blocos aparelhados em gneisse, outro escorial, que poderia estar relacionado a um forno de redução, e outros materiais arqueológicos. Neste local foram descobertos pingos de fundição e vários fragmentos de peças de cerâmica de fabrico manual, usando como material pastas em tons claros e escuros, e de superfícies alisadas.
De acordo com os vestígios encontrados nos terceiro e quarto núcleos, este local foi ocupado durante a Idade do Ferro. Todos os núcleos do sítio arqueológico foram investigados em 1999. O sítio arqueológico de Alpendurada poderá estar integrando numa zona de mineração que foi depois continuada ao longo das épocas romana e islâmica, e que estava ligada ao porto de Vila Nova de Milfontes.